# 第42回国民体育大会
第42回国民体育大会（だい42かいこくみんたいいくたいかい）は1987年に開催された国民体育大会である。冬季大会のテーマは「信濃路国体」、夏季・秋季大会のテーマは「海邦国体」でスローガンは「きらめく太陽　ひろがる友情」、マスコットはクイクイである。本大会をもって国体の開催都道府県が全国を一巡し、来年から二巡目に入る。
沖縄県内にこれといった山がないせいか、山岳競技を行っていない（ただし近年は沖縄県内でも山岳競技が可能になった）。

## 大会概要
| 季    | 期間                      | 開催地            | 競技数 | 参加者数 |
| ----- | ------------------------- | ----------------- | ------ | -------- |
| 冬    | 1987年1月27日 - 1月30日   | 長野県軽井沢町    | 2      | 1,952    |
| 冬    | 1987年2月19日 - 2月22日   | 長野県白馬村      | 2      | 1,937    |
| 夏    | 1987年9月20日 - 9月23日   | 沖縄県（5市町村） | 5      | 4,924    |
| 秋    | 1987年10月25日 - 10月30日 | 沖縄県            | 32     | 19,581   |
| 合 計 | 合 計                     | 合 計             | 41     | 28,394   |

## 冬季大会
第42回国民体育大会冬季大会は、長野県で開催された。テーマは「信濃路国体」、スローガンは「雪と氷に若さがひろがる」。

### スケート競技会・アイスホッケー競技会
第42回国民体育大会冬季大会スケート競技会・アイスホッケー競技会は、1月27日～1月30日に長野県軽井沢町で行われた。

#### 実施競技・会場一覧
| 競技名                 | 競技名                 | 競技名 | 会場地   | 会場                   |
| ---------------------- | ---------------------- | ------ | -------- | ---------------------- |
| スケート               | スピード（詳細）       |        | 軽井沢町 | 軽井沢スケートセンター |
| スケート               | フィギュア（詳細）     |        | 軽井沢町 | 軽井沢スケートセンター |
| アイスホッケー（詳細） | アイスホッケー（詳細） | \|     | 軽井沢町 | 軽井沢スケートセンター |

### スキー競技会
第42回国民体育大会冬季大会スキー競技会は、2月19日～2月22日に長野県白馬村で行われた。

## 夏季大会・秋季大会

### 大会における整備
この大会に合わせて、沖縄県内の各市町村（当時の53市町村の大多数）に運動公園、陸上競技場、体育館が整備された。メイン以外の主な新設競技場は、宜野湾市立体育館、糸満市西崎総合体育館など。一方、奥武山運動公園はほとんど改修で済ませた。奥武山体育館が沖縄県立武道館となったのは、国体開催より10年以上も後のことである。

#### 主会場
メイン会場は、若夏国体で使われた奥武山運動公園改修ではなく、沖縄市泡瀬に新運動公園を建設して作られた。この公園造成のためにも泡瀬干潟が一部埋め立てられている。

#### 交通整備
国体にあわせて、道路整備が主に行われた。
まず、それまで名護市許田から石川市（現うるま市石川地区）石川までしか開通していなかった（1975年の沖縄海洋博覧会にあわせて整備）沖縄自動車道を、那覇市首里崎山町まで開通させ、それにあわせて国道330号線の宜野湾市嘉数（現在のバークレーズコート付近）から宜野湾市我如古までの西原バイパスを仮開通させるなど新規インター付近の道路整備を行った。メイン会場となる県総合運動公園陸上競技場へのアクセスには、北中城村字渡口から沖縄市泡瀬まで沖縄県道227号沖縄県総合運動公園線を整備した。その一方で、沖縄都市モノレールは海邦国体までに開通させるプランもあったが、開通したのは2003年8月だった。
那覇空港は滑走路が3000mに延長された以外、改修を行っておらず、那覇港の改修も水深を深くした以外の改修はしていない（那覇空港現ターミナル完成は1999年5月、泊埠頭ターミナルビル（とまりん）完成は1995年で、いずれも海邦国体より後に行われた。）。

#### 宿泊施設
宿泊施設としては、折しも同時期に起きたバブル景気によりリゾートホテルが恩納村中心に建設され、那覇市ほか都市部にも沖縄ワシントンホテルなどの新規ホテルがオープンしたが、大部分は一般住宅に宿泊する「民泊」という形態がとられた。なお、美ら島沖縄総体2010では民泊は使わず既存のホテル・民宿・合宿ができる宿舎などで対応するとのこと。

### 大会に出場した主な選手
- ロス五輪に出場した選手
  - 平良朝治（ウェイトリフティング）
- 後にプロ野球に入団した選手
  - 立浪和義（PL学園高の主将として国体出場し準々決勝敗退）
  - 芝草宇宙（帝京高のエースとして国体出場し優勝投手に）
  - 日月哲史（やり投の選手として国体出場）
- 後にバスケットボール日本代表になった選手 長谷川誠
- 後にプロボクシングでタイトルを獲得した選手 辰吉丈一郎、原田剛志、渡久地隆人、平仲信敏、松本好二

### 開催に関する問題点
この国体は、史上有数の開催是非が問われた大会だといえるほど問題点が多い大会だった。

#### 天皇行幸をめぐって
国体開催に関しては、通常、天皇・皇后をはじめとする皇族が行幸・行啓することが通例であるが、琉球処分や沖縄戦をめぐる県民感情への配慮から、長年、昭和天皇の訪問が困難であった（昭和天皇の戦後巡幸#沖縄県についてを参照）。
皇太子明仁親王（当時）は、沖縄県民と皇室の交流に尽力し、本国体において昭和天皇の行幸が実現する運びであった。しかし、9月中旬に天皇が病に倒れて訪問が不可能になり、皇太子夫妻が名代として臨席した。皇太子は昭和天皇の無念さがにじむ「おことば」を代読した。結局、昭和天皇は1989年（昭和64年）1月7日に崩御し、沖縄訪問が実現することは無かった。

#### 関連して発生した事件
学校現場での日章旗（日の丸）掲揚、君が代斉唱が推奨されたが、沖縄県教職員組合などが反対運動を行ったばかりでなく、1986年には高校の卒業式が大荒れになり、さらに那覇市立神原中学校で一部の卒業生によって旗が倒されたりもした。そして、読谷村営野球場でのソフトボール開会式で、当時同村内のスーパー経営・知花昌一（その後読谷村議会議員）によって旗が引き下ろされた上燃やされ、知花が逮捕されるという事件が起きた(沖縄国体日の丸焼却事件)。その後右翼団体が「国旗燃ヤス村ニ平和ワ早スギル天誅ヲ下ス」などとしてスーパーへの放火や、同村にあるチビチリガマ（住民が集団自決した洞窟）にある「平和の像」をなぎ倒すなどの破壊事件等報復が相次いだ。後者の事件では実行犯の右翼団体構成員2名が逮捕された。さらに自衛隊・米軍の参加を巡っても論議が巻き起こった（若夏国体の時に自衛隊参加問題が起きている）。

### 実施競技・会場一覧
- 陸上競技
- 水泳
- サッカー
- テニス
- 漕艇
- ホッケー
- ボクシング
- バレーボール
- 体操
- バスケットボール
- レスリング
- ヨット
- ウェイトリフティング
- ハンドボール
- 自転車競技
- ソフトテニス
- 卓球
- 軟式野球
- 相撲
- 馬術
- フェンシング
- 柔道
- ソフトボール
- バドミントン
- 弓道
- ライフル射撃
- 剣道
- ラグビー
- クレー射撃
- 高校野球（公開競技）
- カヌー
- アーチェリー
- 空手道
- 銃剣道
- なぎなた
- ボウリング（公開競技）

## 総合成績

### 天皇杯
- 1位 - 沖縄県
- 2位 - 東京都
- 3位 - 大阪府

### 皇后杯
- 1位 - 沖縄県
- 2位 - 愛知県
- 3位 - 東京都